# I più grandi successi (Ricchi e Poveri)
I più grandi successi - Baciamoci è un album raccolta del gruppo musicale italiano dei Ricchi e Poveri, pubblicato nel 1994.
L'album esce in Spagna, interpretato dalla band in lingua spagnola, col titolo Los grandes exitos. Poco dopo, l'intero lavoro verrà inciso anche in italiano e pubblicato in Italia. Altri Paesi in cui uscirà sono la Francia, i Paesi Bassi e la Germania.
La canzone che traina il disco è Baciamoci (Besamonos nella versione in spagnolo), ossia l'unico inedito del CD. Gli altri 10 brani, infatti, sono alcuni brani presentati dai Ricchi e Poveri negli anni ottanta. A tal proposito, il gruppo ha scelto di rivisitare le hit Sarà perché ti amo, Mamma Maria, Come vorrei, Voulez vous dancer, Piccolo amore, Cosa sei, E penso a te, Canzone d'amore, Made in Italy e Hasta la vista.

## Tracce
1. Mamma Maria 3.07
2. Come vorrei 2.55
3. Voulez vous dancer 3.55
4. Piccolo amore 3.26
5. Canzone d'amore 3.59
6. Sarà perché ti amo 3.14
7. Cosa sei 4.44
8. Hasta la vista 4.26
9. E penso a te 3.20
10. Made in Italy 3.20
11. Baciamoci (Minellono/Napolitano) 3.30

## Singoli
- Baciamoci (Pull) - Italia, 1994
- Besamonos (Pull) - Spagna, 1994

## Crediti
- Ricchi e Poveri (Angela Brambati, Angelo Sotgiu, Franco Gatti): voci
- Romolo Ferri: produttore per Pull
- Roberto Rossi: produttore esecutivo
- Dario Lagostina, Enzo Maffone: registrazioni @ "Pull Recording Studio", Milano
- Luca Vittori: missaggio @ "Excalibur Studio", Milano
- "Pull Recording Studio" di Milano: studio di registrazione

## Dettagli pubblicazione
| Paese  | Data | Etichetta | Formato | Nº Catalogo |
| ------ | ---- | --------- | ------- | ----------- |
| Italia | 1994 | Pull      | CD      | 476686 2    |

- Pubblicazione & Copyright: 1994 - Pull.
- Distribuzione: Pull.